# Matériau ferromagnétique dur
Les matériaux ferromagnétiques durs forment un sous-groupe des matériaux ferromagnétiques. 
Ils possèdent une aimantation naturelle présente en absence de champ magnétique extérieur. Comme pour les autres matériaux ferromagnétiques, les ferromagnétiques durs ont la particularité de s’aimanter fortement en présence d’un champ magnétique extérieur.
On distingue les ferromagnétiques durs des ferromagnétiques doux par leurs propriétés magnétiques, telles que la forme de leur cycle d’hystérésis. Le cycle d'hystérésis des ferromagnétiques doux est fin et allongé vers le haut, alors que celui des ferromagnétiques durs est aplati et allongé sur l'axe des abscisses.
Les matériaux durs magnétiquement ne sont pas nécessairement durs mécaniquement. La dureté mécanique et la dureté magnétique sont deux propriétés différentes et non liées. Les matériaux ferromagnétiques durs sont à la base des aimants permanents, et notamment des aimants à forte puissance.

## Caractéristiques d'un ferromagnétique dur

### Cycle d'hystérésis

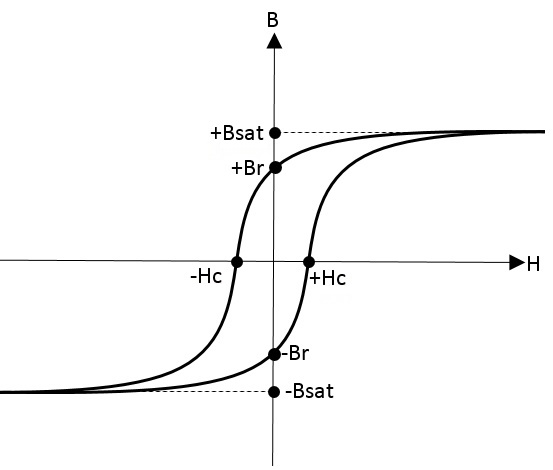
Cycle d’hystérésis d'un ferromagnétique dur

Comme pour tous les matériaux ferromagnétiques, les ferromagnétiques durs possèdent une évolution de l’aimantation non linéaire avec le champ magnétisant. Les chemins empruntés pour passer d’une aimantation de saturation positive à une aimantation de saturation négative sont différents. On observe l’apparition d’un cycle d'hystérésis. Ce cycle fait apparaître l’aimantation rémanente (Mr), le champ coercitif (Hc) et l’aimantation à saturation (Ms) du matériau.
Chez les matériaux ferromagnétiques durs, ce cycle d’hystérésis est très large, c’est-à-dire que le champ coercitif (Hc) du matériau est très élevé. Les ferromagnétiques durs ont une aimantation qui croît lentement avec le champ appliqué. Du fait de son champ coercitif fort, la désaimantation est difficile. Ces raisons font que l'aire du cycle d’hystérésis est importante, ce qui amènera des pertes magnétiques importantes.

### Propriétés magnétiques
Les matériaux ferromagnétiques durs se différencient des autres matériaux notamment par leurs propriétés magnétiques. 
Les ferromagnétiques durs ont un champ coercitif important (de 50 à 1 500 kA/m). C'est-à-dire que le champ magnétique extérieur, qui doit être appliqué pour annuler ou retourner l’aimantation naturelle du matériau, doit être très élevé.
De même, les ferromagnétiques durs restent aimantés après suppression du champ magnétisant. Cette aimantation, appelée aimantation rémanente, vaut entre 0,2 à 1,3 T. 
L’aimantation à saturation, qui correspond à l’aimantation maximale du matériau, est également très élevée. Elle peut prendre des valeurs de l’ordre de 10 T (contre 10 µT chez les ferromagnétiques doux). Ces différentes propriétés font des  ferromagnétiques durs de bons aimants permanents.

### Origine microscopique
Pour obtenir un matériau avec un champ coercitif important, il faut limiter la nucléation et/ou la propagation des parois, qui sont à l’origine du renversement de l’aimantation. 
Plus l'aimantation se renverse facilement, plus le champ coercitif du matériau est faible et plus il y a de domaines magnétiques. Les défauts structuraux vont agir comme sites de nucléation. Afin d’éviter ce phénomène, le matériau peut être divisé en plusieurs parties isolées magnétiquement. De ce fait, le renversement de l’aimantation provoqué par un défaut restera localisé et ne provoquera pas un effet de cascade de renversement dans le matériau. La technique la plus utilisée pour obtenir une telle microstructure est la métallurgie des poudres. 

## Exemples de ferromagnétiques durs et applications

### Généralités
Il existe différents types de matériaux magnétiques durs utilisés comme aimants permanents. Ces derniers sont divisés en trois grandes familles, dépendantes du mécanisme de durcissement : les matériaux métalliques de type AlNiCo, les ferrites dures ou les matériaux intermétalliques. Ces derniers sont de nos jours les plus présents sur le marché.

### Différents types de ferromagnétiques durs

#### Alnico
Comme son nom l’indique, ce matériau est un alliage d’aluminium (Al), de nickel (Ni) et de cobalt (Co). À ces éléments chimiques sont ajoutés du fer (Fe), du cuivre (Cu) et parfois du titane (Ti). Ces matériaux peuvent produire un champ magnétique allant jusqu’à 0,15 tesla (1 500 gauss). Ils peuvent être isotropes (l’aimantation peut se faire dans une direction quelconque) ou anisotropes, ce qui rendra l’aimantation plus forte dans leur direction favorable à celle-ci. Il s’agit d’une anisotropie de forme, qui va augmenter la coercitivité du matériau (son champ coercitif peut atteindre 105 A/m).
Ces matériaux sont les matériaux magnétiques possédant la plus haute température de Curie (environ 800 °C). Cette température correspond à la température à partir de laquelle l’aimant perd son aimantation. Les matériaux Alnico sont fabriqués par moulage ou par frittage. Les aimants faits d'Alnico anisotropes sont orientés en les chauffant au-dessus de la température critique et en les refroidissant en présence d'un champ magnétique. Tous les Alnico, isotropes et anisotropes, exigent un traitement thermique pour devenir aimantés.
Les aimants créés à partir d’Alnico sont parmi les plus utilisés, on les retrouve notamment dans les moteurs électriques, les micros de guitares électriques, les microphones, ou les haut-parleurs.

#### Ferrites dures
Les aimants en ferrites dures sont en général composés de céramiques d’oxydes de fer. Ils peuvent être isotropes ou anisotropes, cependant l’anisotropie magnéto-cristalline est plus faible que dans les matériaux intermétalliques. De ce fait, leur champ coercitif est plus faible (Hc ≈ 2,5 × 105 A/m). La température de Curie de ces matériaux est en général comprise entre 125 °C et 300 °C.
Les aimants isotropes sont obtenus par méthode sèche (pressage). Ces aimants sont ensuite aimantés dans un champ magnétique. Ils peuvent facilement être aimantés dans différentes directions, selon le besoin. Les aimants anisotropes sont, quant à eux, obtenus par méthode dite humide (injection du métal dans un moule sous champ magnétique). L'aimantation n'est alors possible que dans la direction qui a été prédéterminée lors de la production.
Ces aimants font partie des plus économiques et des plus répandus, on peut les retrouver par exemple dans les haut-parleurs, les électromoteurs, les séparateurs magnétiques ou les fixateurs.

#### Matériaux intermétalliques
Ces matériaux sont des composés de métaux de transition et de métaux de terre rare. Ils sont arrivés à partir des années 1960, plus tardivement que les deux précédents. La forte anisotropie magnéto-cristalline de la terre rare est associée à la forte aimantation du métal de transition. La métallurgie de poudre est utilisée afin d’obtenir ce type de matériau. Ces matériaux ont un champ coercitif pouvant atteindre 1 × 107 A/m et ont une température de Curie assez élevée (entre 300 °C et 750 °C).
Les aimants intermétalliques peuvent être obtenus à partir de plusieurs terres rares différentes. On peut par exemple citer le RCo5, le R2Fe14B ou le R2Fe17N3, avec R représentant une terre rare.
La terre rare la plus utilisée pour la création d’aimants permanents est le néodyme (Nd). On retrouve par exemple le composé Nd2Fe14B (aimant au néodyme). L'utilisation de néodyme accroît considérablement les capacités électromagnétiques des aimants.
Les aimants à base de samarium et de cobalt (SmCo5 ou Sm2Co17) sont également très utilisés, notamment pour leur résistance thermique très élevée, supérieure à celle des aimants à base de néodyme (750 °C contre 310 °C). Ces aimants sont en général assez fragiles mécaniquement et sont donc sensibles aux chocs et à l’usure. Ce sont les plus coûteux et ils sont principalement utilisés pour la création d’aimants à forte puissance. On les retrouve notamment dans les alternateurs des éoliennes à forte puissance, qui peuvent contenir jusqu'à 600 kg de terre rare.

#### Récapitulatifs des différents ferromagnétiques durs
Les différents types de matériaux ferromagnétiques durs peuvent être répertoriés dans un tableau faisant apparaître leurs caractéristiques. On peut y comparer les valeurs d’induction rémanente Br, de champ coercitif Hc et de température de Curie.
| Matériaux        | Br en Tesla | Hc en kA/m | Température de Curie en °C | Remarques diverses                               |
| ---------------- | ----------- | ---------- | -------------------------- | ------------------------------------------------ |
| Aciers           | 0,001 à 0,2 | 6 à 19     | 750                        | Anciens aimants                                  |
| Ferrites         | 0,2 à 0,4   | 200        | 300                        | Les moins coûteux                                |
| Alnico           | 1,2         | 50         | 750 à 850                  | Se désaimantent facilement                       |
| Samarium Cobalt  | 0,5         | 800        | 700 à 800                  | Prix élevé à cause du Cobalt                     |
| Néodyme Fer Bore | 1,3         | 1500       | 310                        | Prix en hausse (terre rare), sujet à l'oxydation |